# Meko računarstvo
Meko računarstvo je krovni termin koji se koristi za opisivanje tipova algoritama koji proizvode približna rešenja za nerešive probleme visokog nivoa u računarskoj nauci. Obično se tradicionalni algoritmi tvrdog računarstva u velikoj meri oslanjaju na konkretne podatke i matematičke modele da bi proizveli rešenja za probleme. Meko računarstvo je termin skovan krajem 20. veka. Tokom ovog perioda, revolucionarna istraživanja u tri oblasti su u velikoj meri uticala na meko računarstvo. Rasplinuta logika je računska paradigma koja se bavi nesigurnostima u podacima koristeći nivoe istine, a ne krute vrednosti 0 i 1 u binarnom sistemu. Zatim neuronske mreže, koje su računarski modeli razvijeni po uzoru na funkcije ljudskog mozga. Konačno, evoluciono računanje je termin koji opisuje grupe algoritama koji oponašaju prirodne procese kao što su evolucija i prirodna selekcija.
U kontekstu veštačke inteligencije i mašinskog učenja, meko računarstvo pruža alate za upravljanje neizvesnostima u stvarnom svetu. Njegove metode dopunjuju postojeće metode za bolja rešenja. Danas je kombinacija sa veštačkom inteligencijom dovela do hibridnih sistema inteligencije koji spajaju različite računarske algoritme. Širenjem primene veštačke inteligencije, meko računarstvo dovodi do robusnih rešenja. Ključne tačke uključuju rešavanje dvosmislenosti, fleksibilno učenje, hvatanje zamršenih podataka, primene u stvarnom svetu i etičku veštačku inteligenciju.